# マキシミリアン・グリッツナー

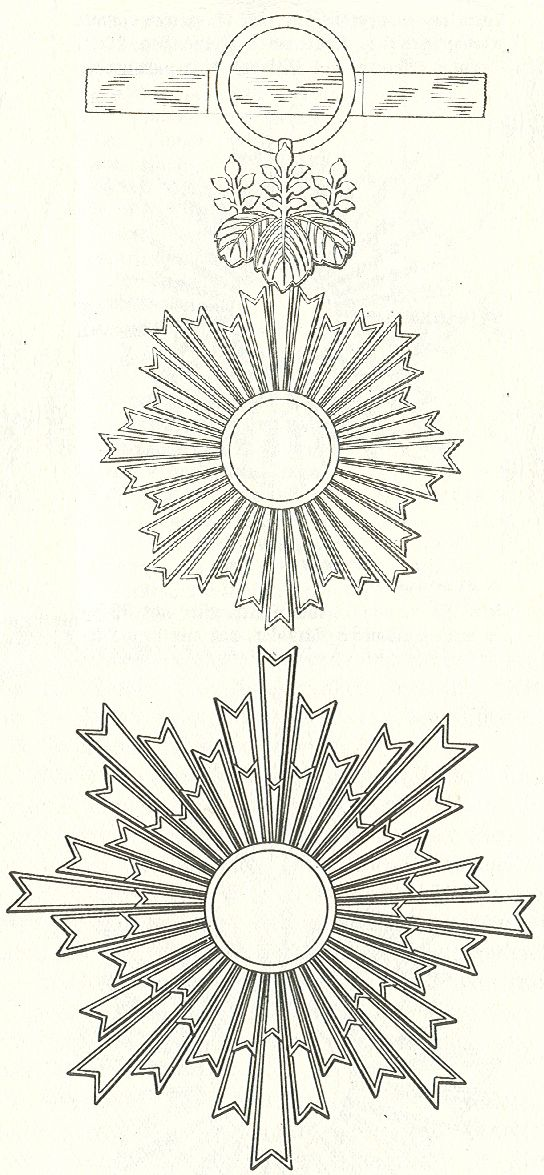
勲二等旭日重光章の図案

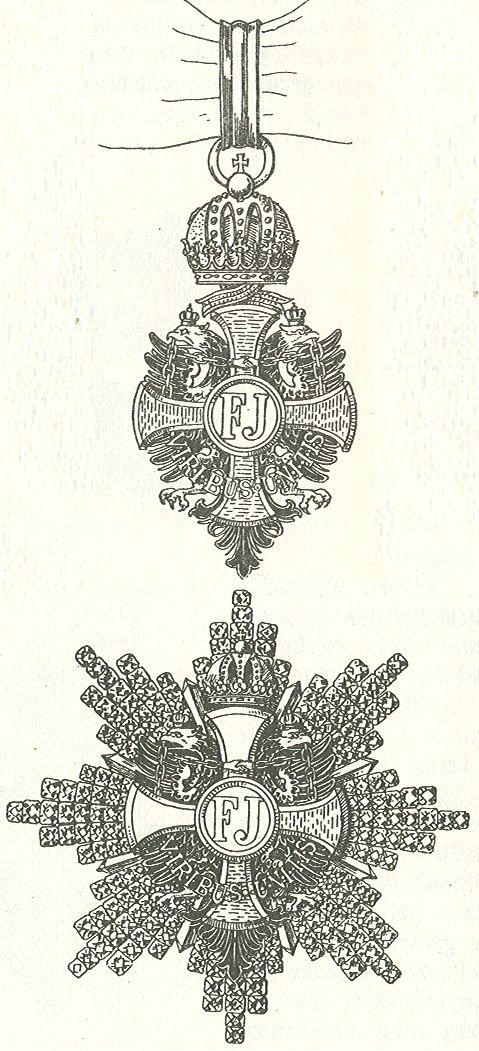
フランツ・ヨーゼフ勲章の図案

アドルフ・マクシミリアン・フェルディナンド・グリッツナー（Adolf Maximilian Ferdinand Gritzner, 1843年7月29日 - 1902年7月10日）は、ドイツの紋章学の権威。ベルリン政庁で紋章官を務め、著書の勲騎士団に関する図鑑は2000年まで版を重ねている。ドイツ領ゾーラウ（Sorau, 現在のポーランド領ジャリ）で生まれ、ベルリンにて死去した。
バチカンから初めてイギリスを訪れたローマ教皇大使ブルーノ・ベルンハルト・ハイムはグリッツナーを「ドイツ語に『紋章学』という言葉を明確に定義した」と評した。1893年に出版した騎士団の定義書はのちに大きな影響力を備え、プロイセン王国の紋章官の立場から身分を貴族と偽る者の摘発に関わっている。
グリッツナーの立場は「皇帝府付中尉待遇」（独: Königlich Preussischer Kanzleirat und Premierleutnant ausser Dienst）とされ、息子のエーリッヒ・グリッツナー（Dr. Erich Gritzner）も紋章官兼広報官である。

## 著書
- 『プロイセンの官僚制度』 （Briefadel in Preußen, 1873年）
- 『プロイセンの世襲貴族名鑑　バイエルン貴族最後の3世紀―確定版』C・A・シュタルケ出版社 (ゲルリッツ) (1880年)。 BAYERISCHES ADELS-REPERTORIUM DER LETZTEN DREI JAHRHUNDERTE, nach amtlichen Quellen gesammelt und zusammengestellt durch Maximilian Gritzner, Gorlitz, Verlag von C.A. Starke, 1880;
- 『紋章学における12の基本用語 (ゲルマン式・ローマ式)　付録・紋章図案の主要な原則』、Bauer & Raspe (ニュルンベルク) (1889-1890) (ドイツ語)。 Gründsätze der Wappenkunst verbunden mit einem Handbuch der heraldischen Terminologie. Verlag: Nürnberg, Bauer & Raspe, 1889-1890.
- 『紋章学12カ国語用語事典』、ニュルンベルク (1890年) (ドイツ語)。Handbuch der heraldischen Terminologie in zwölf Zungen. Nürnberg: 1890.
- 『アミュンタス　ラインのぶどう酒の歌』Elischer Nachf 社 (ライプツィヒ) (1892年) (ドイツ語)。Amyntha. Ein Rheinischer Sang Verlag:Leipzig, Elischer Nachf. 1892
- ウェバー図版解説シリーズ第146巻「勲騎士団紋章図鑑　紋章図案760点付録」、J・J・ウェバー出版 (1893年) (ニュルンベルク) (ドイツ語)、LCCN 18022145。  Handbuch der Ritter- und Verdienstorden aller Kulturstaaten der Welt innerhalb des XIX. Jahrhunderts. Auf Grund amtlicher und anderer zuverlässiger Quellen zusammengestellt. Verlag:Leipzig., Verlagsbuchhandlung von J.J.Weber, 1893.
- J・Siebmacher の紋章大図鑑シリーズ「世界と独立アメリカの紋章と記章」。J. Siebmacher Grosses Wappenbuch. Die Wappen und Flaggen der Herrscher und Staaten der Welt.
- 「旧プロイセン国旧勲位叙勲規定 (ドム大学方式)」(復刊) (ドイツ語) Die Altpreussischen Aufgehobenen Dom-Kollegiate, Deren Innere Verfassung Und Ihre Orden Und Ehrenzeichen (reprint) ISBN 3-7648-1073-4 / 3764810734 (Das altpreuß. Heer)
- 「1415年以降のブランデンブルク・プロイセンの紋章の発展　印章学・貨幣学の古典に依拠する歴史的考察」、J・Sittenfeld 出版 (ベルリン) (1892年) (ドイツ語) Das brandenburgisch-preussische Wappen, geschichtliche Darstellung seiner Entwickelung seit dem Jahre 1415. Nach archivalischen sphragistisch-numismatischen und anderen zuverlässigsten Quellen:	Berlin, J. Sittenfeld, 1895.

- ウィキメディア・コモンズには、マキシミリアン・グリッツナーに関するカテゴリがあります。